# Подграђе (Фоча-Устиколина)
Подграђе је насељено мјесто у општини Фоча, Федерација Босне и Херцеговине, Босна и Херцеговина.

## Становништво
|             | 2013.      | 1991.       | 1981.        | 1971.        |
| Укупно      | 4 (100,0%) | 65 (100,0%) | 102 (100,0%) | 190 (100,0%) |
| Срби        | 4 (100,0%) | 65 (100,0%) | 90 (88,24%)  | 189 (99,47%) |
| Југословени | –          | –           | 12 (11,76%)  | –            |
| Остали      | –          | –           | –            | 1 (0,526%)   |